# Шамсу-Илуна
Шамсу-Илуна је био владар Прве вавилонске династије. Према доњој хронологији, владао је од 1686. до 1648. године п. н. е. 

## Владавина
Шамсу-Илуна је био син и наследник великог вавилонског краља Хамурабија. Његов задатак био је очување очеве државе. Многи локални владари покушали су искористити Хамурабијеву смрт и изборити се за независност. До 1742. године п. н. е. није било већих проблема. Тада долази до упада Касита на територију Царства. Од царства се издваја Ханејско царство са центром у граду Хани. Почетком 17. века п. н. е. од Старог вавилонског царства већ је био откинут средишњи ток Еуфрата.
Године 1742. п. н. е. започињу и устанци у Ларси, Уру, Кисури, Уруку, Нипуру, Исину, а могуће и у Лагашу. Устанак Рим-Сина II у Ларси је угушен. Године 1722. п. н. е. јужне области царства се отцепљују и формирају Прву приморску династију под краљем Илиманом. Убрзо се одцепљују и северне, асирске области. Шамсу-Илуна је до пред крај живота владао само областима старог Акада. Наследио га је син Абијешу.

## Краљеви Прве вавилонске династије
| Краљ         | Владавина                                   | Коментар                                                               |
| ------------ | ------------------------------------------- | ---------------------------------------------------------------------- |
| Сумуабум     | око 1830—1817 п. н. е. (Кратка хронологија) | Оснивач дианстије                                                      |
| Суму-ла-Ел   | око 1817—1781 п. н. е.                      |                                                                        |
| Сабиум       | око 1781—1767 п. н. е.                      |                                                                        |
| Апил-Син     | око 1767—1749 п. н. е.                      |                                                                        |
| Син-мубалит  | око 1748—1729 п. н. е.                      |                                                                        |
| Хамураби     | око 1728—1686 п. н. е.                      | Царство достиже врхунац, простире се на територији читаве Месопотамије |
| Шамсу-Илуна  | око 1686—1648 п. н. е.                      |                                                                        |
| Абиешу       | око 1648—1620 п. н. е.                      |                                                                        |
| Ами-дитана   | око 1620—1583 п. н. е.                      |                                                                        |
| Ами-садука   | око 1582—1562 п. н. е.                      |                                                                        |
| Шамсу-Дитана | око 1562—1531 п. н. е.                      | Пад Вавилона                                                           |